# Vasilij Šukšin
Vasilij Makarovič Šukšin (rusky Васи́лий Мака́рович Шукши́н, 25. července 1929, Srostki, Altajský kraj, Sovětský svaz – 2. října 1974, Kletskaja, Volgogradská oblast, Sovětský svaz) byl sovětský spisovatel, dramatik, herec a filmový režisér ruské národnosti.

## Život
Vasilij Šukšin se narodil v chudé rolnické rodině. Jeho otec Makar Leontjevič Šukšin byl v období kolektivizace uvězněn a v roce 1933 zastřelen (rehabilitován byl v roce 1956). Po ukončení základní školy začal studovat strojní průmyslovku, ale nedokončil ji a vrátil se do kolchozu v rodné vesnici. V roce 1946 odešel a pracoval v několika strojírenských podnicích a na stavbách. V roce 1949 narukoval do námořnictva. Z armády byl propuštěn v roce 1954 ze zdravotních důvodů. Dodatečně složil maturitu a učil na základní škole v domovské vesnici Srostki.
V roce 1954 udělal přijímací zkoušky na VGIK (Všesvazový státní institut kinematografie, ВГИК), kde studoval u Michaila Romma. Studium zakončil v roce 1960.
Stal se úspěšným autorem povídek, z nichž některé se staly základem divadelních her a filmových scénářů. Byl rovněž úspěšným filmovým hercem.
V roce 1964 se seznámil s herečkou Lidijí Nikolajevnou Fedosejevou, kterou si o rok později vzal za manželku. V roce 1967 skončilo manželství rozvodem kvůli Šukšinovým milostným avantýrám a náklonnosti k alkoholu. Lidija Fedosejeva hraje mimo jiné hlavní ženské role i v jeho nejznámějších filmech Třesky-plesky a Červená kalina.
Zemřel na infarkt během natáčení filmu režiséra Sergeje Bondarčuka Bojovali za vlast. Je pohřben na Novoděvičím hřbitově v Moskvě. Posmrtně mu byla udělena Leninova cena za kinematografii.

## Spisy v češtině

### Povídky
- Červená kalina a jiné povídky, překlad Zdeňka Psůtková, sestavil a doslov napsal Ivo Pospíšil, Praha : Lidové nakladatelství, 1987 – výbor povídek
- Milpardon, madam, editor: Jaroslav Hulák, překlad: Zdeňka Psůtková, Praha : Odeon, 1981 – výbor povídek, neprodejná členská prémie Klubu čtenářů
- Postskriptum, překlad: Zdeňka Psůtková, Praha : Lidové nakladatelství, 1981
- Rozprávky za měsíčního svitu, překlad: Zdeňka Psůtková, Praha : Melantrich, 1981
- Charaktery a lásky, překlad: Zdeňka Psůtková, Praha : Lidové nakladatelství, 1977 (2. vydání 1978) – výbor povídek
- Znám jednoho chlapíka, překlad: Marcela Neumannová, Praha : Vyšehrad, 1977 – povídky Znám jednoho chlapíka a Můj bráška
- Červená kalina, překlad: Marcela Neumannová, Praha : Odeon, 1975 – výbor povídek

### Román
- Chtěl jsem vám dát svobodu, překlad: Jaroslav Piskáček, Praha : Svoboda, 1979 – historický román o kozáckém povstalci Stěnkovi Razinovi (1630–1671)

### Divadelní hry
- Čáry na dlani : dramatizace povídek Vasilije Šukšina, dramatizace: Michal Lázňovský, Miroslav Krobot, překlad: Zdeňka Psůtková, Praha : Dilia, 1986
- Energičtí lidé : Divadelní příběh v satirickém žánru, překlad Alena Morávková, Praha : Dilia, 1984
- Portréty : Tři aktovky podle povídek Črty k portrétu, Utrpení mladého Vaganova, Psychopat, dramatizace: Sergej Michalkov, překlad: Helena Kocourová, Praha : Dilia, 1983
- A když se ráno probudili- : Povídka pro divadlo, překlad: Josef Palla, Praha : Dilia, 1982
- Besedy pod jasným měsícem : Hra o 2 dějstvích, překlad Věra Kubíčková, Praha : Dilia, 1978
- Charakteři : Dramatická kompozice o 2 dějstvích, dramatizace: Andrej Gončarov, překlad: Jana Klusáková, Praha : Dilia, 1976

## Filmografie

### Režisér
- 1973 Červená kalina (Калина красная)
- 1972 Třesky plesky (Печки-лавочки)
- 1969 Странные люди (Podivíni)
- 1965 Ваш сын и брат (Váš syn a bratr)
- 1964 Живёт такой парень (Znám jednoho chlapíka)
- 1960 Из Лебяжьего сообщают (absolventský film VGIK)

### Herec (výběr)
- 1975 Bojovali za vlast
- 1975 Prosím o slovo
- 1973 Červená kalina
- 1972 Třesky plesky
- 1970 Ljubov Jarová
- 1969 Osvobození
- 1967 Komisařka